# Рекуновка (Белгородская область)
Рекуновка — хутор в Старооскольском районе Белгородской области России. Входит в состав Знаменской сельской территории.

## История
К началу XX века в Рекуновке появились первые дворы. Дмитриевские помещики Рекуновы выселили на урочище «Дальней Плоты» 9 семей неугодных им крестьян,
а новый хутор назвали своей фамилией.

6 января 1954 года Рекуновка вошла в новообразованную Белгородскую область.

## Население
| 2002 | 2010 |
| ---- | ---- |
| 24   | ↘11  |

## Инфраструктура
В 1935 году в Рекуновке была построена начальная школа.

## Транспорт
Проходит межмуниципальная автодорога 14Н-657, в хуторе носящая название улица Зелёная.